# 8010 Бонгардт
8010 Бонгардт (8010 Böhnhardt) — астероїд головного поясу, відкритий 3 квітня 1989 року.
Тіссеранів параметр щодо Юпітера — 3,188.